# Gomorra

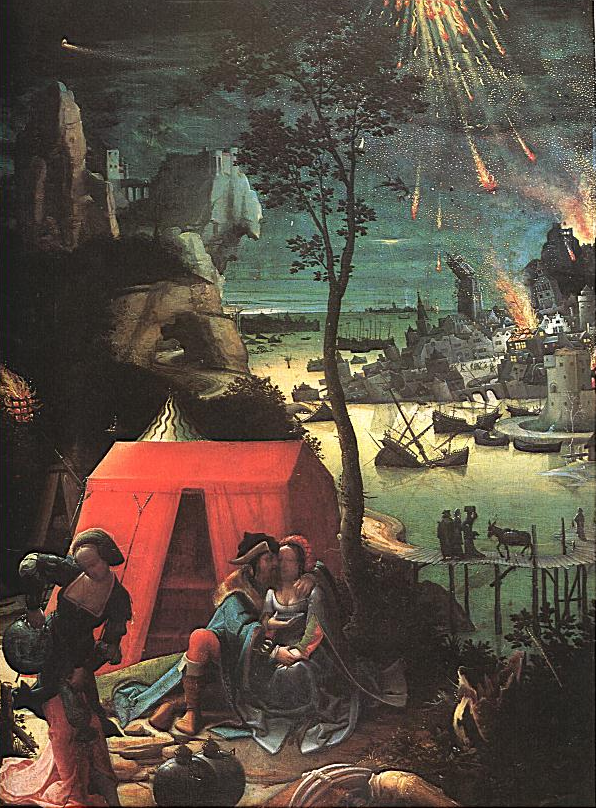
Lucas van Leyden (1490-1533): Lot y sus hijas.

Gomorra ( en hebreo עֲמוֹרָה —en hebreo moderno ʿAmora, hebreo tiberiano Ġəmôrāh/ʿĂmôrāh—, en griego antiguo Γόμοῤῥα/Gómorrha; nombre posiblemente basado en la raíz gh m r, 'ser [agua] profunda, copiosa, abundante') era una ciudad que, según el Antiguo Testamento de la Biblia, fue destruida junto con Sodoma. Se la describe como una de las ciudades que formaron parte de la Pentápolis bíblica, situada a orillas del mar Muerto.
Se hallaba en el valle de Sidim junto al mar Muerto y era una de las cinco ciudades de la llanura, junto con Sodoma, Adma, Zóar y Zeboím. En cuanto a la destrucción de Zoar (llamada pequeña en cananeo), queda en duda, ya que en Génesis 19:20-23 dice que Dios no destruiría esta ciudad en la que Lot finalmente se refugió.
Algunos arqueólogos consideran que Numeria sería la antigua Gomorra. Según otros arqueólogos y de acuerdo con la teoría de la licuefacción, es factible que un gran terremoto destruyera estas ciudades y provocara un descenso del nivel de las tierras ocupadas por ellas, quedando sus ruinas inundadas por las aguas del mar. Los geólogos canadienses Grahan Harris y Anthony Berardow descubrieron que la península de Lisán, hacia la parte oriental del mencionado mar, fue el epicentro de un terremoto de escala mayor de 6 en la escala de Richter ocurrido hace aproximadamente 4000 años (tiempo que concuerda con el de la destrucción de Sodoma, Gomorra, Adma y Zeboím). Según estos geólogos, el terremoto provocó efectos de licuefacción en el terreno (el terreno se licúa debido a que hay un material poroso que se llena de agua y estos suelos, una vez están saturados, se comportan como un fluido bajo la acción de las ondas sísmicas, provocando el engullimiento de las construcciones). Los restos de Gomorra reposarían bajo las aguas del mar Muerto, pero en un lugar diferente del original.
Al aparecer tan indefinida en la Biblia, Gomorra ha dado lugar a numerosas especulaciones y ha servido para numerosos eufemismos.

## En la Biblia
La historia de Sodoma y Gomorra se relata primordialmente en Génesis 19, cuando Dios sentenció la destrucción a estas ciudades por la perversión abyecta de sus habitantes. 

Yahvé hizo llover sobre Sodoma y Gomorra azufre y fuego, destruyó estas ciudades y cuantos hombres había en ellas (Gn 19, 27-28).

Dios decide quitarles la vida que les dio, pero, antes de ejecutar su sentencia, envía a dos ángeles a la ciudad de Sodoma con la misión de rescatar a Lot y su gente. En esta parte de las Escrituras, Gomorra no es mencionada como parte de las visitas de los ángeles ni que Lot haya tenido alguna relación con esta ciudad vecina a la de Sodoma.
Esa noche, mientras los mensajeros divinos se prestan a dormir en el hogar de Lot, toda la población masculina de la ciudad rodea la casa de Lot y acusan a Lot de refugiar extranjeros sin haber sido aprobados. Los hombres del lugar exigen que Lot les entregue los mensajeros para que los conozcan (Yada), siendo esta la traducción más fiel a la palabra. Lot llega a ofrecerles a dos de sus hijas para calmar la violencia de sus compatriotas y poder honrar el deber sagrado de hospitalidad al otro, al forastero.
Así se aprecia que esos sodomitas querían violentar a los otros, someterlos a su poder arbitrario, privarles de su libertad y dignidad humana. 
Algunos sostienen que Yahvé sentenció a muerte a los sodomitas por faltar a la ley del amor que implica el respeto del prójimo, del otro. Dios no pudo salvarles porque rechazaron su amor en los mensajeros divinos, porque fueron crueles, egoístas.

Lot salió de la casa y se dirigió hacia ellos, cerrando la puerta detrás de sí, y les dijo: «Les ruego, hermanos míos, que no cometan semejante maldad. Miren, tengo dos hijas que todavía son vírgenes. Se las voy a traer para que ustedes hagan con ellas lo que quieran, pero dejen tranquilos a estos hombres que han confiado en mi hospitalidad». Pero ellos le respondieron: «¡Quítate del medio! ¡Eres un forastero y ya quieres actuar como juez! Ahora te trataremos a ti peor que a ellos». Lo empujaron violentamente y se disponían a romper la puerta. (Gn 19, 6-9)

La referencia a las prácticas homosexuales parece quedar clara en la Biblia. Otros dos pasajes de la Biblia que nos permiten determinar la connotación de Génesis 19,5: Judas 1, 7 y 2 Pe 2, 1-22, en el Nuevo Testamento hacen referencia a las mismas prácticas sexuales que se cometían en Sodoma.
Ezequiel 16:49-50 indica claramente el motivo de la cólera divina cuando dice: «He aquí que esta fue la maldad de Sodoma tu hermana: soberbia, saciedad de pan [en el hebreo esta frase literalmente significa comer hasta vomitar] y abundancia de ociosidad tuvieron ella y sus hijas; y no tendió la mano al afligido y al mendigo. Y se llenaron de soberbia y abominaron de mi Ley».
Aparte de sus propios crímenes, sus violaciones a la ley del amor, Ezequiel apunta claramente a la abominación de la Ley de Dios, que prohíbe claramente la perversión sexual. Además, hace referencia al orgullo y la soberbia con los que se cometen dichos pecados. El acto sexual no es pecado por sí mismo, pero sí lo es siempre su ejercicio desenfrenado. Pablo condena las relaciones entre hombres indicando que es un pecado «que va contra la doctrina sana». Esta exhortación en las cartas paulinas intenta que el pueblo cristiano se mantenga libre de las prácticas culturales de otros pueblos, como los romanos («los que tienen relaciones sexuales entre hombres», dice en 1 Tm 1, 10).
Sodoma y Gomorra fueron destruidas conjuntamente, no haciéndose mención de las otras tres ciudades cercanas, a saber, Zoar se salvó, pero Lot, al ir a refugiarse a esta ciudad, tuvo temor de que esta ciudad fuera destruida (probablemente vio que sus habitantes tenían la misma conducta que los sodomitas) y se refugió en una cueva junto con sus hijas.

## En la cultura popular
- Se muestran las circunstancias de estos sucesos en la película fantástica Sodoma y Gomorra, con Stewart Granger como protagonista en el papel de Lot.

- En el filme El Rey Escorpión, gran parte de la acción ocurre en la ciudad de Gomorra; incluso uno de los personajes hace alusión a Sodoma diciendo: «No hay lugar mejor que Gomorra, excepto tal vez Sodoma».
- La banda de Glam Metal W.A.S.P.hace mención a Sodoma y Gomorra en su tema «King Of Sodom And Gomorrah» de su Álbum Inside The Electric Circus.

- La banda de thrash Slayer la mencionó en la canción «World Painted Blood», del disco homónimo: «Gomorrah's dream to live in sin has reached its critical mass» ('el sueño de Gomorra de vivir en el pecado alcanzó su masa crítica').

- El reconocido grupo de metal sinfónico Therion publicó su canción «The Rise of Sodom and Gomorrah» perteneciente al álbum Vovin en 1998.

- La banda de metal española Tierra Santa hace mención en la canción «Sodoma y Gomorra», de su tercer álbum Tierras de leyenda, en 2000 («Sodoma y Gomorra, la tierra de un Dios que no supo aceptar su falso derecho a la libertad»).

- En la película El castillo en el cielo (1986) de Hayao Miyazaki, Sodoma y Gomorra fueron destruidas por un láser enviado desde Lapuntu, refiriéndose a este como el fuego divino.

- En el anime One Piece, durante la invasión de Enies Lobby, los caballos de mar gigantes de los seguidores de Franky son llamados Sodoma y Gomorra.

- En el videojuego Fallout: New Vegas, uno de los casinos lleva el nombre de la ciudad.

- La banda de metal Lujuria en su canción «República popular del coito» («sea Sodoma la capital una preciosa ciudad, la bella Gomorra en la costa estará»).

- En el videojuego de Rockstar Games, Red Dead Redemption 2, una misión del capítulo tres del juego lleva por nombre: «¿Sodoma?, de vuelta a Gomorra».

- El escritor Marcel Proust tituló Sodoma y Gomorra al volumen IV de su magistral obra En busca del tiempo perdido, donde ahondó con mayor intensidad en el amor homosexual, tanto masculino como femenino.